# Chondracanthus barnardi
Chondracanthus barnardi is een eenoogkreeftjessoort uit de familie van de Chondracanthidae. De wetenschappelijke naam van de soort is voor het eerst geldig gepubliceerd in 1972 door Ho.